# Bricairàs
Bricairàs (italià Bricherasio, piemontès Bricheras) és un municipi italià, situat a la ciutat metropolitana de Torí, a la regió del Piemont. L'any 2008 tenia 4.322 habitants. Està situat a la Vall Pellice, una de les Valls Occitanes. Limita amb els municipis d'Angrogna, Bibiana, Campilhon e Fenil, Cavour, Garzigliana, Luserna San Giovanni, Osasco, Prarustin i Sant Seond

## Administració
| Període | Identitat   | Partit        |
| ------- | ----------- | ------------- |
| 2004-   | Luigi Bosio | Llista cívica |

## Personatges il·lustres
- Luigi Alberto Colajanni (n. 1943) eurodiputat italià.